# Tschirkei-Talsperre
Die Tschirkei-Talsperre oder „Tschirkeiskaja-Talsperre“ (russisch Чиркейская ГЭС/ Tschirkeiskaja GES) am Fluss Sulak in Dagestan ist die zweithöchste Talsperre in Russland, die fünftgrößte in der GUS und weltweit eine der 20 höchsten. 
Die Staumauer ist eine 232,5 m hohe und 333 m lange Bogenstaumauer und wurde von 1974 bis ca. 1977 gebaut. Als Bauzeit wird auch 1964 bis 1978 angegeben. Die Talsperre dient der Stromerzeugung und leistet mit vier Turbinen von je 250 MW insgesamt 1000 MW. Die Betreiberfirma heißt Dagenergo.
Die Talsperre wurde nach dem oberhalb der Staumauer am Fluss gelegenen Dorf Tschirkei benannt. Bei der Füllung des Stausees wurde es, wie auch die für die Erbauer des Kraftwerkes entstandene Siedlung städtischen Typs Druschba, überflutet, aber im Gegensatz zu letzterer an höher gelegener Stelle, etwa vier Kilometer östlich, neu errichtet. Neben Tschirkei gibt es im Flusssystem Sulak noch vier weitere Wasserkraftwerke: Gergebil (Gergebilskaja), Tschirjurt (Tschirjurtowskije, Komplex aus drei Talsperren), Miatli (Miatlinskaja) und Irganai (Irganaiskaja).